# Thorbjörn Andersson
Thorbjörn Andersson född 1954 i Kristianstad, är en svensk landskapsarkitekt och professor vid Sveriges lantbruksuniversitet. Han är även ledamot av Konstakademien.

## Biografi
Thorbjörn Anderssons är utbildad i Sverige och USA. Thorbjörn Anderssons landskapsarkitektur har rönt internationell uppmärksamhet.[källa behövs] Flera av hans arbeten har blivit prisbelönta och publicerade i Sverige och utomlands, bl.a. Rådhustorget i Umeå (2017), Boulognerskogen i Skövde (2014), the Physic Garden på Novartis i Basel (2012) och Sjövikstorget i Stockholm (2009).
Han var år 2001 Visiting Professor vid Harvard University, Boston, USA, 2003—2004 Professeur Invité vid EPFL Lausanne, Schweiz och är från år 2005 adjungerad professor vid Institutionen för landskapsplanering, SLU Ultuna. Han har skrivit och medverkat i ett tjugotal böcker, bland annat Svensk Trädgårdskonst under fyrahundra år och The Architecture of Landscape 1940—1960 (ed. M. Treib). Thorbjörn Andersson startade och drev tidskriften Utblick Landskap (1983—2001) samt har varit fackexpert och författare i arbetet med den svenska Nationalencyklopedin.
År 2009 tilldelades Thorbjörn Andersson Prins Eugene-medaljen av H M Konungen för sina insatser för svensk landskapsarkitektur.

## Priser och utmärkelser
- Stockholms Gartnersällskaps belöning 2017
- Kungliga Patriotiska Sällskapets förtjänstmedalj 2016
- Stenpriset (Sjövikstorget, Stockholm) 2016
- Karlskrona stadsbyggnadspris (Fisktorget) 2013
- Dalecarlica-priset av Föreningen Sveriges Stadsträdgårdsmästare 2013
- Siena-priset av Sveriges arkitekter (Sandgrundsparken) 2010
- Stenindustriförbundets förtjänstmedalj 2010
- Prins Eugene-medaljen av H M Konungen 2008
- SAR:s kritikerpris 2005
- Rosa Barbra Award vid Biennalen i Barcelona, finalist (Daniaparken) 2004
- Per och Alma Olssons fond (Hjalmar Branting-platsen) 2003
- Malmö stads stadsbyggnadspris (Södertull) 2003
- Östra Götalands arkitekturpris (Hamnparken i Jönköping) 2001
- St Eriks-stipendiet från Swerock 2001
- Samfundets St Eriks stipendium 1999
- Stockholmsgillets stipendium 1998
- Sven Hermelins pris av LAR 1996
- Olle Engkvist-priset av Stockholms Byggnadsförening 1996
- Stenpriset av SAR och Sveriges Stenindustriförbund
- (Holmens Bruk, Norrköping) 1995
- SPA:s stora arkitekturpris (Partille kyrktorg) 1991
- Helgo Zetterwalls pris av Byggnadsstyrelsen 1981

## Publikationer

### Böcker
- Andersson, T., The public realm: The Renaissance of Urbanity, i Lundström et al (red), Planning and sustainable urban development in Sweden, 324 s, Stockholm 2013.
- Andersson, T., Guide till svensk landskapsarkitektur (red.), Stockholm 2013
- Andersson, T., Landscape Urbanism vs. Landscape Design, i Haas, T (red): Sustainable Urbanism and beyond—Rethinking Cities for the Future, 320 s, New York 2012.
- Andersson, T., The Good, the Bad and the Ugly, i Weilacher, U (red.): Learning from Duisburg Nord, München 2009.
- Andersson, T., Naturen är vår trädgård, i Sörensen, U. (red.): Stockholm, den gröna storstaden, 240 s, Stockholm 2009
- Andersson, T., From Paper to Park, i Treib, M. (red), Representing Landscape, 228 s, San Francisco 2008.
- Andersson, T., La Villa Italienne, i Laras, A.:Jardin Secrets d´Ítalie, Flammarion 2007, 208 s.
- Andersson, T., artiklar i Oxford Companion to Gardens, Taylor, P. (red), Oxford 2006, 556 s.
- Andersson, T., The Architecture of Per Friberg, Laholm 2005, 64 s.
- Andersson, T., Introduction essay, i Börjesson, J., Selder, H. (red.): The Marabou Park, 2005, 128 s.
- Andersson, T., Natur, i Wickman, K. (red): Design Stockholm, 176 s, Kristianstad 2005.
- Andersson, T., Striving for a modern Utopia, Helsingfors 2004, 88 s.
- Andersson, T., Från köksland till gräsmatta: kataloghusets trädgård, i Kataloghuset—det egna hemmets byggsats, Millhagen, R (red), Värnamo 2004, 184 s.
- Andersson, T., Två skapade stränder, i Stockholms stränder, Eriksson, E. (red): Värnamo 2003, 194 s
- Andersson, T., Nationalencyklopedien band 1—20, artiklar om trädgårdskonst, landskapsarkitektur och arkitektur, fackexpert.
- Andersson, T., To Erase the Garden: Modernity in the Swedish Garden and Landscape, i Treib, M. (red), The Architecture of Landscape 1940—1960, Philadelphia 2002, 316 s.
- Andersson, T., Reduction, response, and authenticity, i Territories, Disponzio, J (red.), Harvard University Press 2002
- Andersson, T. (red), Platser, Svensk Byggtjänst, Värnamo 2002, 78 s.
- Andersson, T., Bilden av paradiset, i Gröna Platser, J. Webb (red), Höganäs 1992, 92 s.
- Andersson, T., Jonstoij, T., Lundquist, K., (red) Svensk trädgårdskonst under 400 år, Byggförlaget 2000, 322 s.
- Andersson, T., Trädgårdskonstens funktionalism, i Att bygga ett land. 1900-talets svenska arkitektur, red Claes Caldenby, Byggforskningsrådet/ Arkitekturmuseet/ Svensk Byggtjänst, Stockholm 2000
- Andersson, T., Trädgårdsstaden, i Lindunger, A. (red): Södra Ängby—den vita staden, Bromma 2000
- Andersson, T., Utanför staden. Parker i Stockholms förorter, Värnamo 2000, 127 s.
- Andersson, T., Två vilda bilder, i Eggen, M (red), Landskapet vi lever i, Oslo 1999, 298 s.
- Andersson, T., Erik Glemme e il sistema dei parchi, in Scandinavia- Luoghi, figure, gesti di una civiltá del paesaggio, ed. D. Luciani & L. Latini, Fondazione Benetton, Treviso 1998, 224 s.
- Andersson, T., The Functionalism of Landscape Design, in Sweden, Caldenby C (red), Frankfurt 1998, 218 s.
- Andersson, T., The Stockholm Park System, i Treib, M. (red), Modern Landscape Architecture: A Critical Review, Cambridge 1993, 302 s.
- Andersson, T., Vad gör ett bra torg bra, Alnarp 1983, 72 s.